# Meaconing
Meaconing – zakłócenie i wyciszenie odbieranych sygnałów radiowych, a następnie ponowne, opóźnione nadawanie (także innych 'cudzych') sygnałów nawigacyjnych prowadzone w celu zmylenia nawigatora wroga. W wyniku takich działań statki powietrzne lub stacje naziemne otrzymują niedokładne wskazania położenia obiektu zakłóconego przez meaconing.
Działanie tego typu może spowodować zwabienie ofiary w określone przez radiooperatora miejsce. W taki sposób można spowodować lądowanie samolotu w miejscu zasadzki, zboczenie wrogiego statku z kursu lub zrzucenie bomb nieprzyjaciela w innym, niż planowane przez niego, miejscu.

## Skrótowiec
- MIJI (Meaconing, Intrusion, Jamming, and Interference)